# Diocesi di Dafnusia
La diocesi di Dafnusia (in latino: Dioecesis Daphnusiensis) è una sede soppressa del patriarcato di Costantinopoli e una sede titolare della Chiesa cattolica.

## Storia
Dafnusia, identificabile con l'isola di Kefken nel Mar Nero, distretto di Kandıra, in Turchia, è un'antica sede vescovile della provincia romana di Bitinia nella diocesi civile del Ponto. Faceva parte del patriarcato di Costantinopoli ed era suffraganea dell'arcidiocesi di Nicomedia.
La diocesi è documentata nelle Notitiae Episcopatuum del patriarcato di Costantinopoli dal IX fino al XII secolo.
Il sinassario greco indica al 1º maggio un san Saba, vescovo di Dafnusia e martire. Altri tre sono i vescovi noti di questa antica sede vescovile: Leone, che partecipò al concilio ecumenico dell'869-870, dove dovette fare pubblica ammenda per aver aderito al partito del patriarca Fozio; Antonio, che prese parte al concilio di Costantinopoli dell'879-880 che riabilitò lo stesso Fozio; e un anonimo vescovo di Dafnusia, segnalato in un atto patriarcale dell'aprile 1330. La sede scomparve probabilmente nel corso del XIV secolo, quando la Bitinia fu conquistata dagli Ottomani.
Dal XIX secolo Dafnusia è annoverata tra le sedi vescovili titolari della Chiesa cattolica; la sede è vacante dal 24 aprile 1967. Il titolo è stato assegnato a tre vescovi: Pierre-Philippe Giraudeau, prima vescovo coadiutore e poi vicario apostolico del Tibet, oggi diocesi di Kangding in Cina; Daniel Llorente y Federico, vescovo ausiliare di Burgos in Spagna; e Thaddée Anselme Lê Hữu Từ, vicario apostolico di Phát Diêm in Vietnam. In origine, la sede titolare era nota come Tiniade (Tiniadensis), in riferimento a Thynias, altro nome con cui era conosciuta l'isola di Kefke; in seguito il titolo è stato modificato in quello attuale.

## Cronotassi

### Vescovi greci
- San Saba †
- Leone † (menzionato nell'869)
- Antonio † (menzionato nell'879)
- Anonimo † (menzionato nel 1330)

### Vescovi titolari
- Pierre-Philippe Giraudeau, M.E.P. † (15 febbraio 1897 - 13 novembre 1941 deceduto)
- Daniel Llorente y Federico † (12 marzo 1942 - 9 dicembre 1944 nominato vescovo di Segovia)
- Thaddée Anselme Lê Hữu Từ, O.Cist. † (14 giugno 1945 - 24 aprile 1967 deceduto)